# Gilead Sciences
Gilead Sciences, Inc. er en amerikansk biopharma-virksomhed. Gilead blev etableret af Michael L. Riordan i 1987 under navnet Oligogen.
1. ↑  Navnet er anført på engelsk og stammer fra Wikidata hvor navnet endnu ikke findes på dansk.
2. ↑  Navnet er anført på engelsk og stammer fra Wikidata hvor navnet endnu ikke findes på dansk.